# Liga adriática de waterpolo masculino

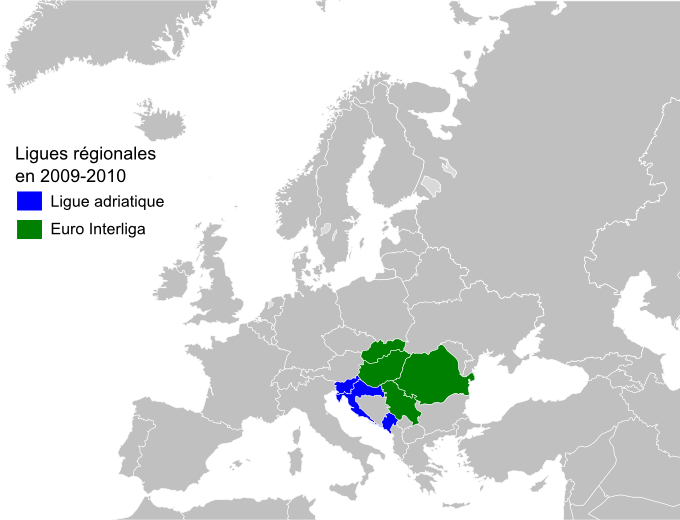
Países pertenecientes a la liga adriática de waterpolo masculino (Jadranska liga), semana 2009-2010.Azul: Liga Adriatica. Miembros: Croacia, Eslovenia y Montenegro.Verde: Euro Interliga. Miembros: Rumania, Serbia, Hungría y Eslovaquia.

La liga adriática de waterpolo masculino (Jadranska liga) es una competición de waterpolo masculino que surge en 2009.
Los 12 equipos que la forman inicialmente eran:
- 8 equipos de Croacia
- 3 equipos de Montenegro
- 1 equipo de Eslovenia[2]

## Historia
En la liga en 2009 participaron los equipos de:
- HAVK Mladost (Croacia)
- PK Jadran Split (Croacia)
- POŠK Split (Croacia)
- VK Jug Dubrovnik (Croacia)
- VK Mornar Split (Croacia)
- Primorje Rijeka (Croacia)
- VK Sibenik NCP (Croacia)
- VK Medvescak (Croacia)
- VK Primorac (Montenegro)
- Budvanska Rivijera (Montenegro)
- Jadran Herceg Novi (Montenegro)
- VK Koper (Eslovenia)

## Historial
Estos son los campeones de la liga:
| Temporada | Oro                              | Plata                            | Bronce                      |
| --------- | -------------------------------- | -------------------------------- | --------------------------- |
| 2009      | VK Jug Dubrovnik ( Croacia)      | Jadran Herceg Novi ( Montenegro) | VK Primorac ( Montenegro)   |
| 2010      | Jadran Herceg Novi ( Montenegro) | VK Jug Dubrovnik ( Croacia)      | VK Primorac ( Montenegro)   |
| 2011      | Jadran Herceg Novi ( Montenegro) | VK Jug Dubrovnik ( Croacia)      | Primorje Rijeka ( Croacia)  |
| 2012      | Pro Recco ( Italia)              | Primorje Rijeka ( Croacia)       | VK Jug Dubrovnik ( Croacia) |